# Giovanni Bruno Vicario
Giovanni Bruno Vicario (* 25. Juni 1932 in Udine; † 28. Januar 2020 ebenda) war ein italienischer Psychologe und wird wie Paolo Bozzi (1930–2003) und Walter Gerbino (* 1951) der auf Gaetano Kanizsa zurückgehenden „Schule von Triest“ der Gestalttheorie in Italien zugerechnet. Vicario war 1962–1975 Professor für Psychologie an der Universität Triest, 1975–1999 an der Universität Padua und lehrte und forschte anschließend an der Universität Udine.
1960 entdeckte Vicario mit Paolo Bozzi das Phänomen des „Auditory Streaming“. 1999 verlieh ihm die internationale Gesellschaft für Gestalttheorie und ihre Anwendungen den Wolfgang-Metzger-Preis für eine mit der japanischen Psychologin Yoshie Kiritani durchgeführte Forschungsarbeit über die vertikale Organisation von Wahrnehmungsvorgängen.
Vicario war auch als Schriftsteller auf dem Gebiet der phantastischen Literatur tätig. Er publizierte unter anderem unter den Pseudonymen A. G. Greene und G. Newman, aber auch unter seinem eigenen Namen.

## Ausgewählte Publikationen
- 1960 (mit Paolo Bozzi): Due fattori di unificazione fra note musicali: la vicinanza temporale e la vicinanza tonale. In: Rivista di psicologia. LIV (IV).
- 1998: On Wertheimer's principles of organization. In: Gestalt Theory. 20, S. 256–269.
- 1999 (mit Yoshie Kiritani): Slow-motion tunnel effect: an inquiry into vertical organization of perceptual events. In: Gestalt Theory. 21, S. 100–121.
- 2001: Psicologia generale: i fondamenti. Roma: GLF editori Laterza, ISBN 88-420-6231-6.
- 2005: Il tempo : saggio di psicologia sperimentale. Bologna: Il Mulino, ISBN 88-15-10290-6.
- 2011: Illusioni ottico-geometriche. Una rassegna dei problemi. Ist. Veneti di Scienze, ISBN 978-88-95996-33-2.